# Chruścin (gromada)
Chruścin – dawna gromada, czyli najmniejsza jednostka podziału terytorialnego Polskiej Rzeczypospolitej Ludowej w latach 1954–1972.
Gromady, z gromadzkimi radami narodowymi (GRN) jako organami władzy najniższego stopnia na wsi, funkcjonowały od reformy reorganizującej administrację wiejską przeprowadzonej jesienią 1954 do momentu ich zniesienia z dniem 1 stycznia 1973, tym samym wypierając organizację gminną w latach 1954–1972.
Gromadę Chruścin z siedzibą GRN w Chruścinie utworzono – jako jedną z 8759 gromad na obszarze Polski – w powiecie kolskim w woj. poznańskim, na mocy uchwały nr 24/54 WRN w Poznaniu z dnia 5 października 1954. W skład jednostki weszły obszary dotychczasowych gromad Augustynów, Chruścin, Ciechmiana (Cichmiana), Gaj, Krzykosy i Lutomirów ze zniesionej gminy Chełmno w powiecie kolskim oraz miejscowość Gaj-Brody-Zagaj z dotychczasowej gromady Kwiatków ze zniesionej gminy Brudzew w powiecie tureckim w tymże województwie. Dla gromady ustalono 18 członków gromadzkiej rady narodowej.
29 lutego 1956 z gromady Chruścin wyłączono miejscowość Gaj, włączając ją do gromady Chełmno w tymże powiecie.
Gromadę zniesiono 1 stycznia 1958, a jej obszar włączono do gromady Chełmno w tymże powiecie.